# Enoplus polaris
Enoplus polaris is een rondwormensoort uit de familie van de Enoplidae.